# Sven Tietzer
Sven Tietzer (* 1975 in Uelzen) ist ein deutscher Radio- und Fernsehmoderator. Er wurde bekannt durch seine spontane, experimentierfreudige Art zwischen ernsthaft/seriös und locker/unterhaltend sowie durch seine innovativen, oft gemeinnützigen Aktionen. Er gilt als erfahrener Livereporter.

## Leben und Leistungen
Tietzer wuchs im Vorharz auf. Nach dem Studium der Betriebswirtschaftslehre volontierte er bei radio ffn. Dort arbeitete er von 2002 bis 2007 als Primetime-Moderator. Seine letzte Sendung hieß ffn am Vormittag. Danach wechselte Tietzer zum NDR Fernsehen.
Dort war er zunächst als Reporter für Hallo Niedersachsen zu sehen und ist nun festes Mitglied im Team von Mein Nachmittag.
2009 war Tietzer für den NDR-Fernsehpreis Sehstern für die beste Livereportage nominiert. Ein Jahr später wurde er für die beste Moderation 2010 ausgezeichnet. 2012 erhielt er beim Regionalwettbewerb der ARD den Bremer Fernsehpreis für das beste Interview. Begründung der Jury: „Genügend Sensibilität für schwierige Momente, aber auch die Fähigkeit intime Fragen zu stellen, ohne den Respekt vor seinem Protagonisten zu verlieren. Das alles zeichnet Sven Tietzer aus, wie die Jury des Bremer Fernsehpreises um ARD-Moderator Frank Plasberg urteilt.“

## Sendungen

### Derzeit/laufend
freiberuflicher Agrarmoderator
- seit 2011: Mein Nachmittag, als Außenreporter und Moderator
- seit 2016: Moderation der Sendung „Treckerfahrer dürfen das!“, in der er mit seinem Trecker (Porsche AP22) durch Deutschland reist und Menschen trifft, die sich für Trecker und andere Maschinen interessieren.

### Ehemals/einmalig
- 2016 Autor des Films Nordstory „Besser ohne Bio“
- 2016 Autor des Films Typisch „Alte Autos, neues Leben“
- 2008–2015 „So ein Tag – Zufallsbekanntschaften in Norddeutschland“ knapp 100 Ausgaben à 30 Min.
- 2014 Auf die norddeutsche Tour. 90min Reisereportage aus Schweden, Polen, Schottland
- 2012/13: Tietzer trampt: Mit dem Wohnwagen unterwegs im Norden (Reportage, 11 Folgen)
- 2011: Tietzers Scheune (Unterhaltungsshow)
- 2010 moderierte er 25 Tage lang live die Hallo Niedersachsen Jubiläumstour
- 2008 und 2009 putzte Tietzer für Zuschauer Fenster, der Erlös ging an die Kindertafeln in Niedersachsen
- 2007 tauschte er sich von einem Kugelschreiber innerhalb von 10 Tagen bis zu einem Pferd. 10.000 € kamen dabei für das Norddeutsche Knochenmark- und Stammzellspenderregister zusammen
- Entdeckerlust
- Wirtschaftswelt live von der Hannover Messe
- Ohne Feinplanung, aber mit Kamera trampte Tietzer die Weser hinunter von Hannoversch-Münden bis zur Mündung per Kanu, Segelboot, Schlauchboot, Sportboot, Yacht und erreichte ein Containerschiff, das für ihn anhielt.
- 2020: Moderation der 55. Fricke Landmaschinenschau

## Belege
1. ↑  www.ndr.de/Moderatoren–Moderatoren des NDR (Memento vom 12. September 2010 im Internet Archive)
2. ↑  radio-bremen.de: Auszeichnungen für SWR- und NDR-Programme (Memento des Originals vom 23. Januar 2013 im Internet Archive)  Info: Der Archivlink wurde automatisch eingesetzt und noch nicht geprüft. Bitte prüfe Original- und Archivlink gemäß Anleitung und entferne dann diesen Hinweis., abgerufen am 27. März 2013.

| Personendaten    | Personendaten                        |
| ---------------- | ------------------------------------ |
| NAME             | Tietzer, Sven                        |
| KURZBESCHREIBUNG | deutscher Radio und Fernsehmoderator |
| GEBURTSDATUM     | 1975                                 |
| GEBURTSORT       | Uelzen                               |